# Urometopus
Urometopus — род жесткокрылых семейства долгоносиков.

## Описание
Жуки очень мелких размеров.

## Экология
Живут исключительно в подстилке лиственного леса.

## Виды
Некоторые виды рода:
- Urometopus circassicus Reitter, 1888
- Urometopus daghestanicus Korotyaev, 1992
- Urometopus georgicus Reitter, 1888
- Urometopus inflatus Kolbe, 1858
- Urometopus moczarskii Penecke, 1929
- Urometopus nemorum Arnoldi, 1969
- Urometopus penevi Behne, 1990
- Urometopus strigifrons (Gyllenhal, 1834)